# Thyasira gouldii
Thyasira gouldii is een tweekleppigensoort uit de familie van de Thyasiridae. De wetenschappelijke naam van de soort werd in 1845 voor het eerst geldig gepubliceerd door Philippi.

## Beschrijving
Thyasira gouldii is een kleine, vrij bolvormige, gravende tweekleppige. De twee helften van de witte schaal hebben dezelfde vorm en de schaal zelf is dun en kwetsbaar. Deze soort lijkt erg op het golfschelpje (Thyasira flexuosa).

## Verspreiding
Thyasira gouldii heeft een noordelijke arctische verspreiding, die zich sporadisch uitbreidt in beschutte zeearmen en inhammen rond Shetland en Schotland.